# Inundação de basalto

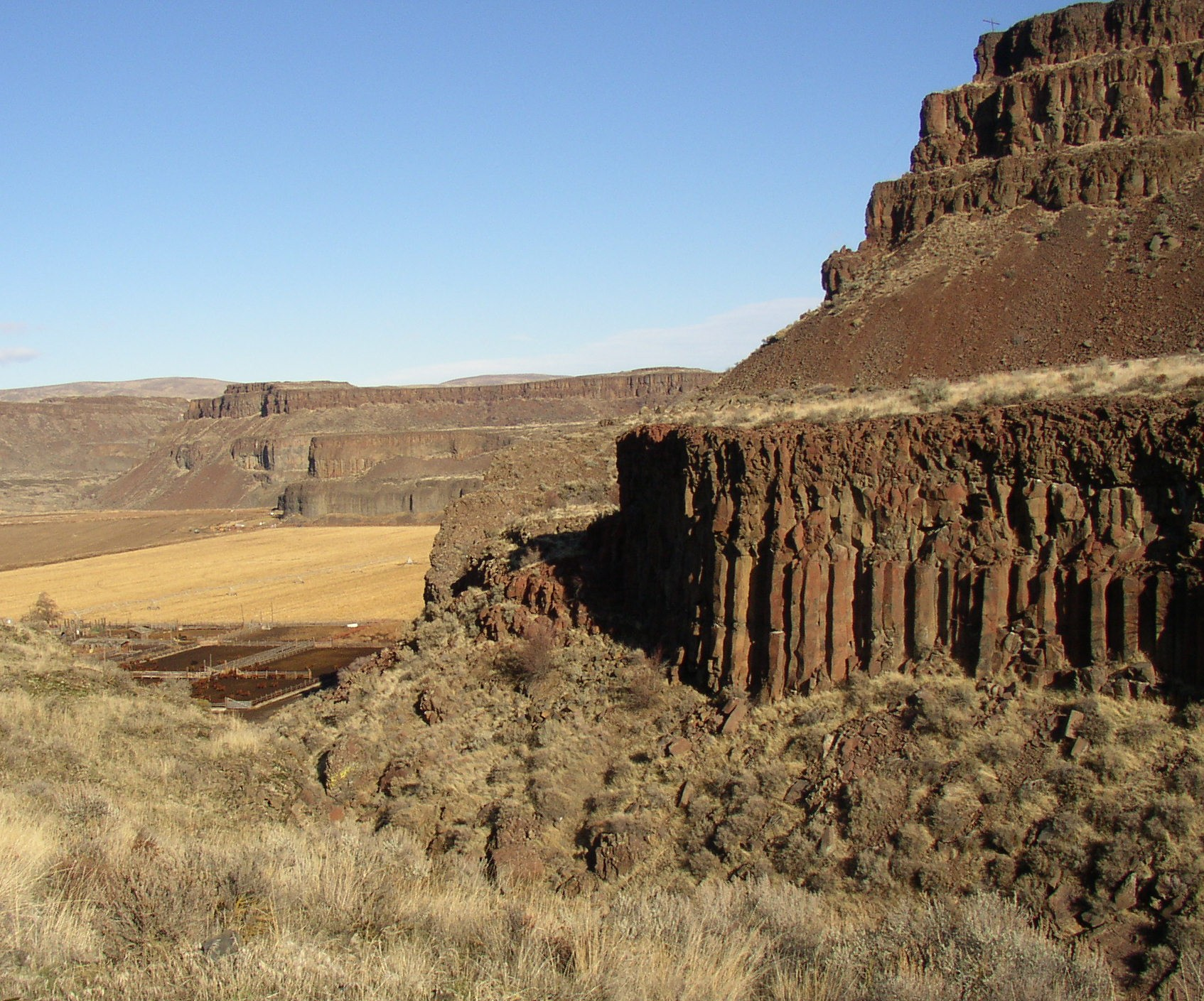
Província basáltica do Columbia, nos EUA - exemplo de dilúvio basáltico.

Trapp (do sânscrito trap, que significa escada ou escadaria em função do tipo de configuração que o fluxo de lava produz, formando degraus), inundação de basalto ou dilúvio basáltico, em geologia, consiste em grandes enchentes de basalto decorrentes das maiores erupções de lava da Terra, com um fluxo que superam a 2.000 km³ (dimensão que pode ser comparada com 16 anos de erupção em que o vulcão Kilauea no Havaí produziu apenas 1,5 km³).
O termo "trapp" foi cunhado por William Henry Sykes quando estudava a província magmática do Decão na Índia; é derivado da do sueco "trap", que significa  escadaria, referindo-se a formação de degraus vista nas rochas da área, característica dos chamados derrames basálticos
Essas enchentes são formadas por uma série de supererupções sucessivas, que fluem por superfícies superiores a 1,5 milhão de km², formando uma província ígnea de grandes dimensões (com sigla, em inglês, LIP - de large igneous province).
Essas ocorrências determinam a caracterização da superfície terrestre e ocorreram em diversos momentos do passado geológico do planeta, dos quais os exemplos mais notáveis são o Trapp do Decan e o Trapp Siberiano, perto das quais o derrame de basalto da imagem no rio Columbia é pequena.

## Causas e consequências
Tais erupções, decorrentes dos chamados supervulcões, têm causa no fluxo ascendente da pluma mantélica aquecida no interior do planeta, que tornam-se mais leves do que o manto à sua volta; neste movimento a lava é gerada pela fusão parcial do material da pluma e o magma é então injetado na litosfera, irrompendo na superfície em quantidades gigantescas de fluxo de lava basáltica.
Esses fenômenos foram mais comuns durante os primeiros milhões de anos da formação do magma, de modo que tais inundações ocorreram durante um relativamente curto período geológico. Acredita-se que a pluma tenha origem nas regiões mais profundas do planeta, próximo ao núcleo.
A compreensão desse fenômeno veio a dar crédito à teoria, hoje aceita, da deriva continental de Alfred Wegener, após 45 anos em que a mesma ficou desacreditada.
Estudos recentes apontam que algumas das extinções em massa registradas em vários momentos da vida na Terra podem ter sido causadas pelos dilúvios basálticos; estas seriam uma das prováveis causas catastróficas de extinção, junto à queda de asteroides.